# دانشگاه ملی قرقیزستان
دانشگاه ملی قرقیزستان یک دانشگاه ملی در قرقیزستان است. از سال تحصیلی ۲۰۱۶–۲۰۱۷، در دانشگاه ملی قرقیزستان ۲۶۵۴ کارمند آموزشی وجود داشت. از این تعداد ۱۹۰۸ نفر (۷۱٫۹ درصد) دارای مدرک علمی بودند. دانشگاه ملی قرقیزستان همچنین حدود ۲۷۱ کارمند پاره وقت یا غیر آموزشی را استخدام کرده‌است. از این تعداد، ۱۸۳ نفر (یا ۵/۶۷ درصد) دارای مدرک عالی هستند. با احتساب مدرسان تمام وقت و پاره وقت، دانشگاه ملی قرقیزستان ۶۷ استاد و ۳۳۹ دانشیار را استخدام کرد.
در ۲۵ اکتبر ۱۹۲۵ تصمیم گرفته شد که مؤسسه آموزش افتتاح شود. این برای حل مسئله آموزش پرسنل آموزشی در قلمرو جمهوری خودمختار سوسیالیستی شوروی قرقیزستان بود. در سال ۱۹۲۸، با تصمیم دولت جمهوری سوسیالیستی شوروی خودمختار قرقیزستان، مؤسسه آموزش به مدرسه فنی آموزشی مرکزی قرقیزستان تبدیل شد. در ۱۳ ژانویه ۱۹۳۲، با تصمیم شورای کمیسرهای خلق اتحاد جماهیر شوروی، به مؤسسه آموزشی دولتی قرقیزستان به نام میخائیل فرونزه تبدیل شد. در این مؤسسه ۴ دانشکده وجود داشت: دانشکده فیزیک و ریاضیات، دانشکده زیست‌شناسی، دانشکده ادبیات و دانشکده علوم اجتماعی. اولین سال تحصیلی در ۳ اکتبر ۱۹۳۳ آغاز شد.
در ۱ سپتامبر ۱۹۳۹، آکادمی پزشکی قرقیزستان با جذب ۲۰۰ دانشجو تأسیس شد. در ۲۱ مه ۱۹۵۱، این دانشگاه به دانشگاه دولتی قرقیزستان با دانشکده‌های زیر تبدیل شد: فیلولوژی، زیست‌شناسی، فیزیک، ریاضیات، تاریخ، زمین‌شناسی و زمین‌شناسی.
در ۱۱ دسامبر ۱۹۷۲ در پنجاهمین سالگرد اتحاد جماهیر شوروی به دانشگاه دولتی قرقیزستان تغییر نام داد. در سال ۱۹۸۲، این دانشگاه نشان پرچم سرخ کار اتحاد جماهیر شوروی را دریافت کرد. در ۱۱ اوت ۱۹۹۳، به دانشگاه ملی دولتی قرقیزستان (KGNU) تبدیل شد. با فرمان رئیس‌جمهور عسکر آقایف در ۱۱ مه ۲۰۰۲، نام آن به نام یوسف بالاساغونی (قرقیزی: Жусуп Баласагын تغییر یافت).